# Melbourne International Exhibition (1880)
Die Weltausstellung 1880 in Melbourne (en: International Exhibition of Arts, Manufactures and Agricultural and Industrial Products of All Nations) war die achte vom Bureau International des Expositions (BIE) anerkannte Weltausstellung. Sie fand zwischen dem 1. Oktober 1880 und dem 30. April 1881 statt. Als Ausstellungsgelände nutzte man die heutigen Carlton Gardens, die man speziell für die Ausstellung von einer kahlen Ebene in eine Grünfläche verwandelt hatte.

## Geschichte
Der Bundesstaat Victoria wurde nach der Entdeckung von Gold im Jahre 1851 zum historischen Zentrum des australischen Goldrauschs. Melbourne, als Hauptstadt des Bundesstaates Victoria, erfuhr eine exponentielle Bevölkerungszunahme und wurde 1865 zur einwohnerstärksten Stadt Australiens.
1879 wurde beim Parlament von Victoria in Melbourne ein offizieller Antrag für eine Weltausstellung eingereicht. Sydney, als älteste Stadt Australiens und Hauptstadt von New South Wales, fühlte sich übergangen und organisierte in Rekordzeit eine eigene Weltausstellung: Die Sydney International Exhibition wurde im September 1879 eröffnet. Die Ausstellung in Sydney legte den Fokus auf Landwirtschaft und Viehzucht. Sie blieb im historischen Rückblick eine eher unbedeutende Weltausstellung und erfüllte die Kriterien für eine BIE-Anerkennung nicht. Die Ausstellung in Sydney erreichte die Zahl von 1,1 Millionen Besuchern und verzeichnete einen Verlust von 100.000 Pfund.
Melbourne entschied sich dafür, ihre Weltausstellung kurz nach der Ausstellung in Sydney durchzuführen, damit ausländische Aussteller die weite Reise nach Australien nicht zweimal antreten mussten. Die Ausstellung in Melbourne zog 1,3 Millionen Besucher an und erreichte mit 18 Teilnehmerstaaten und 14 britischen Kolonien eine beachtliche internationale Beteiligung. 12.791 Aussteller waren vertreten, davon stammten 17 Prozent aus dem Bundesstaat Victoria. Die Ausstellung verzeichnete einen Verlust von 277.292 Pfund.

## Nachnutzung
Das Ausstellungsgebäude, das „Royal Exhibition Building“, wurde für die 1888 stattfindende Melbourne Centennial Exhibition, der Hundertjahrfeier der ersten europäischen Besiedelung Australiens 1788, erweitert. Das Royal Exhibition Building ist heute Teil des Melbourne Museums und steht als UNESCO-Weltkulturerbe unter Schutz.

## Bildergalerie

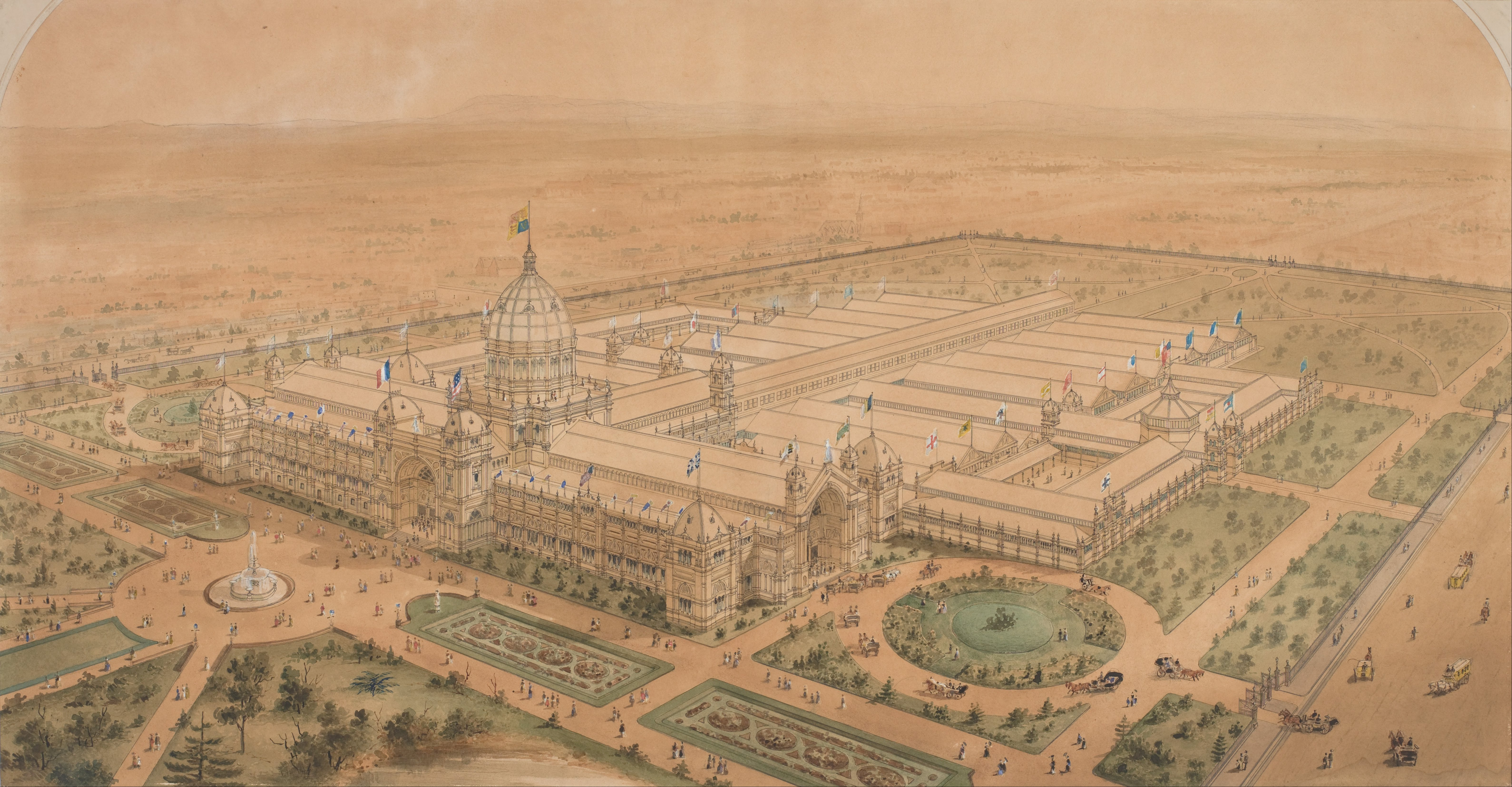
Ausstellungsgelände
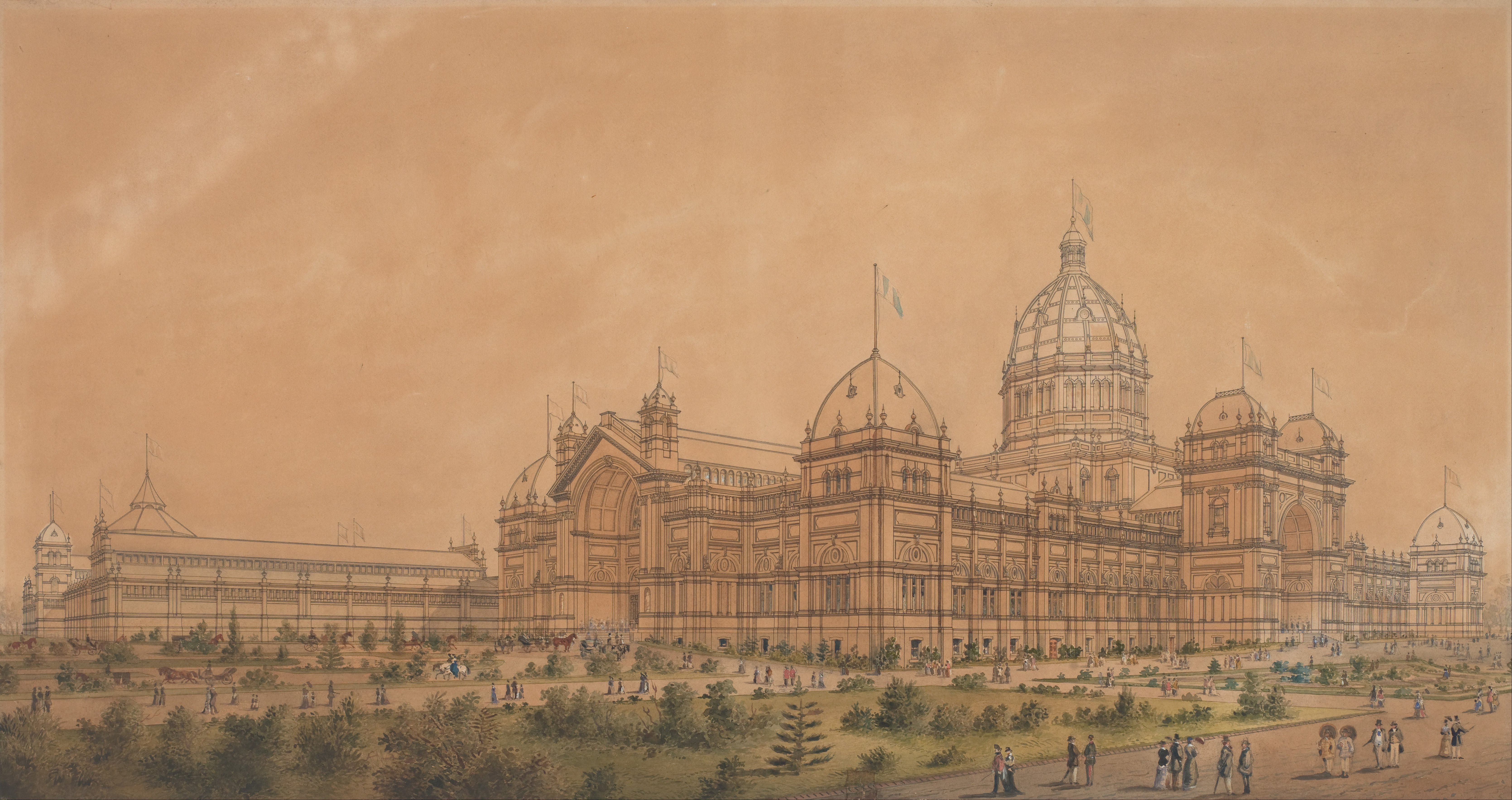
Ausstellungsgebäude mit Haupteingang
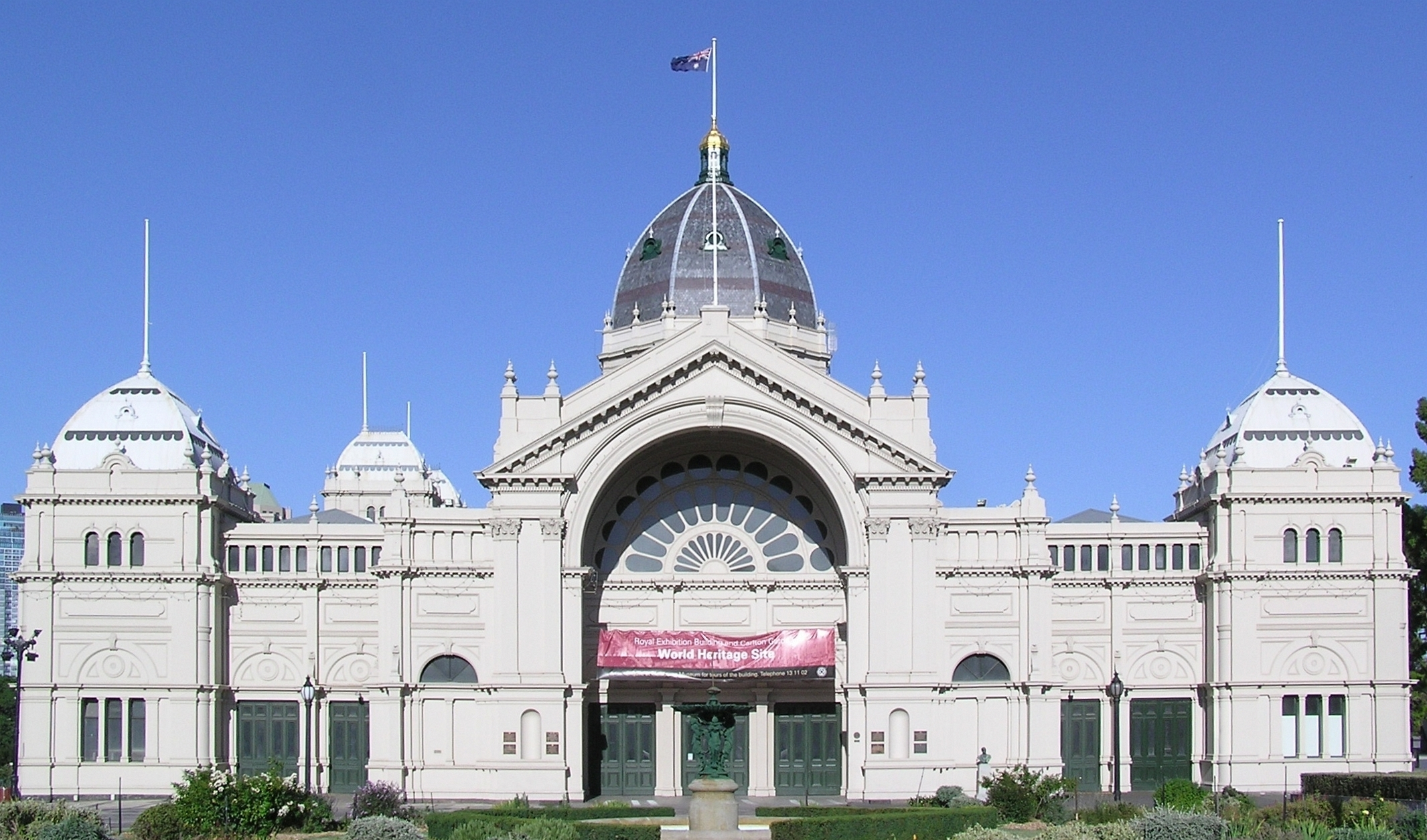
Frontansicht des Royal exhibition buildings
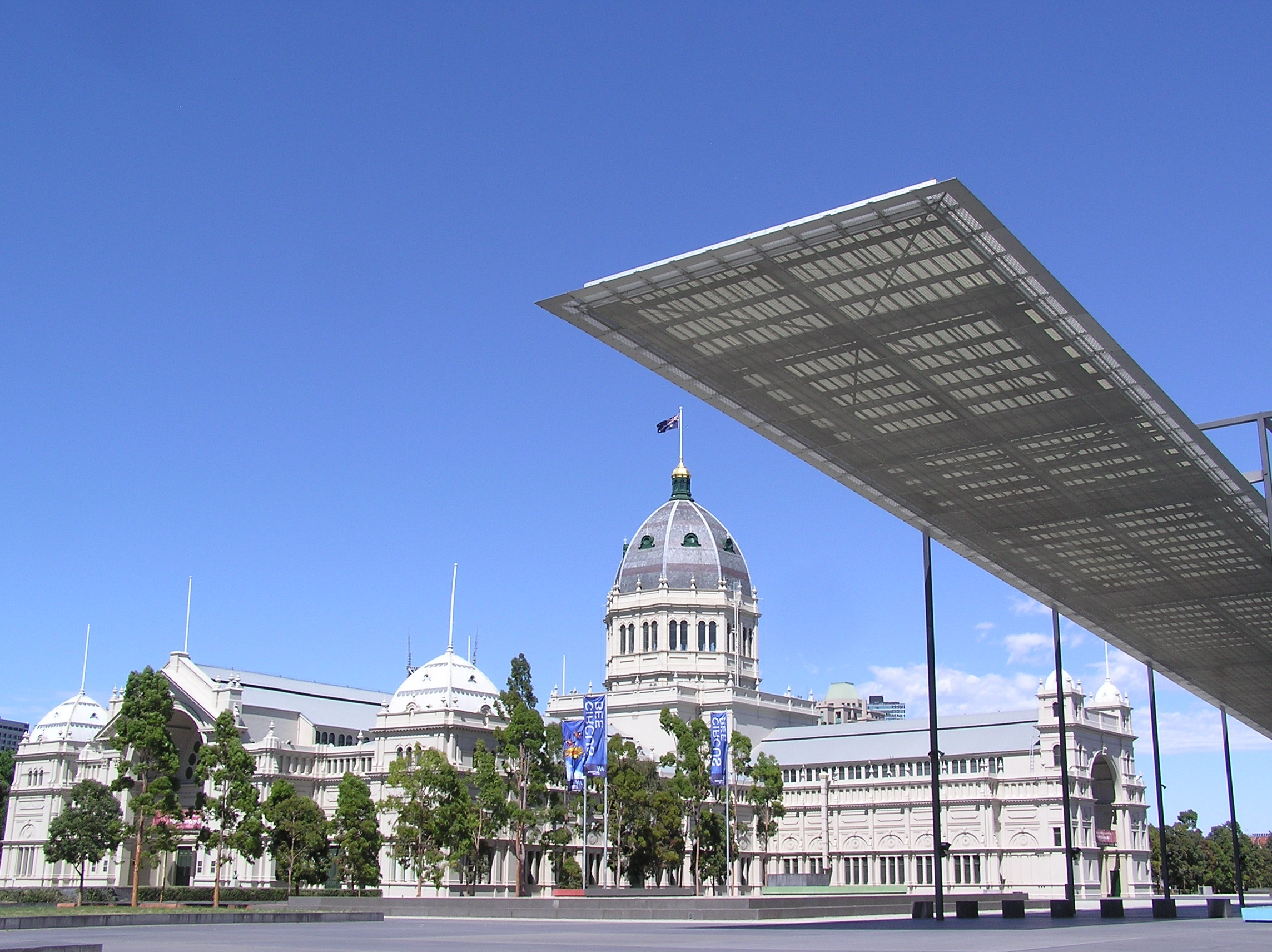
Royal exhibition building und der modern gestaltete Eingang des Melbourne Museums
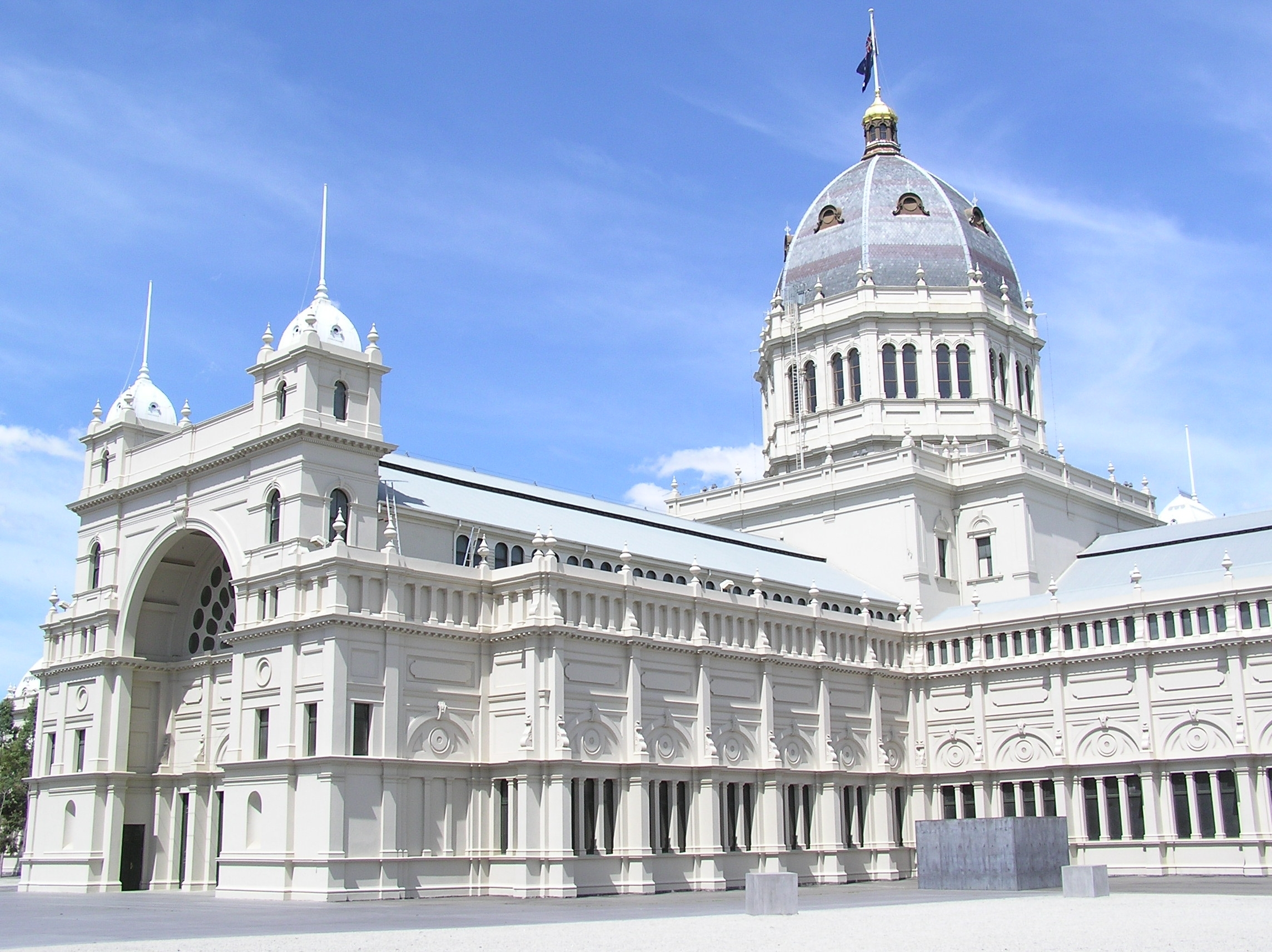
Nördlicher Eingang des Royal exhibition buildings
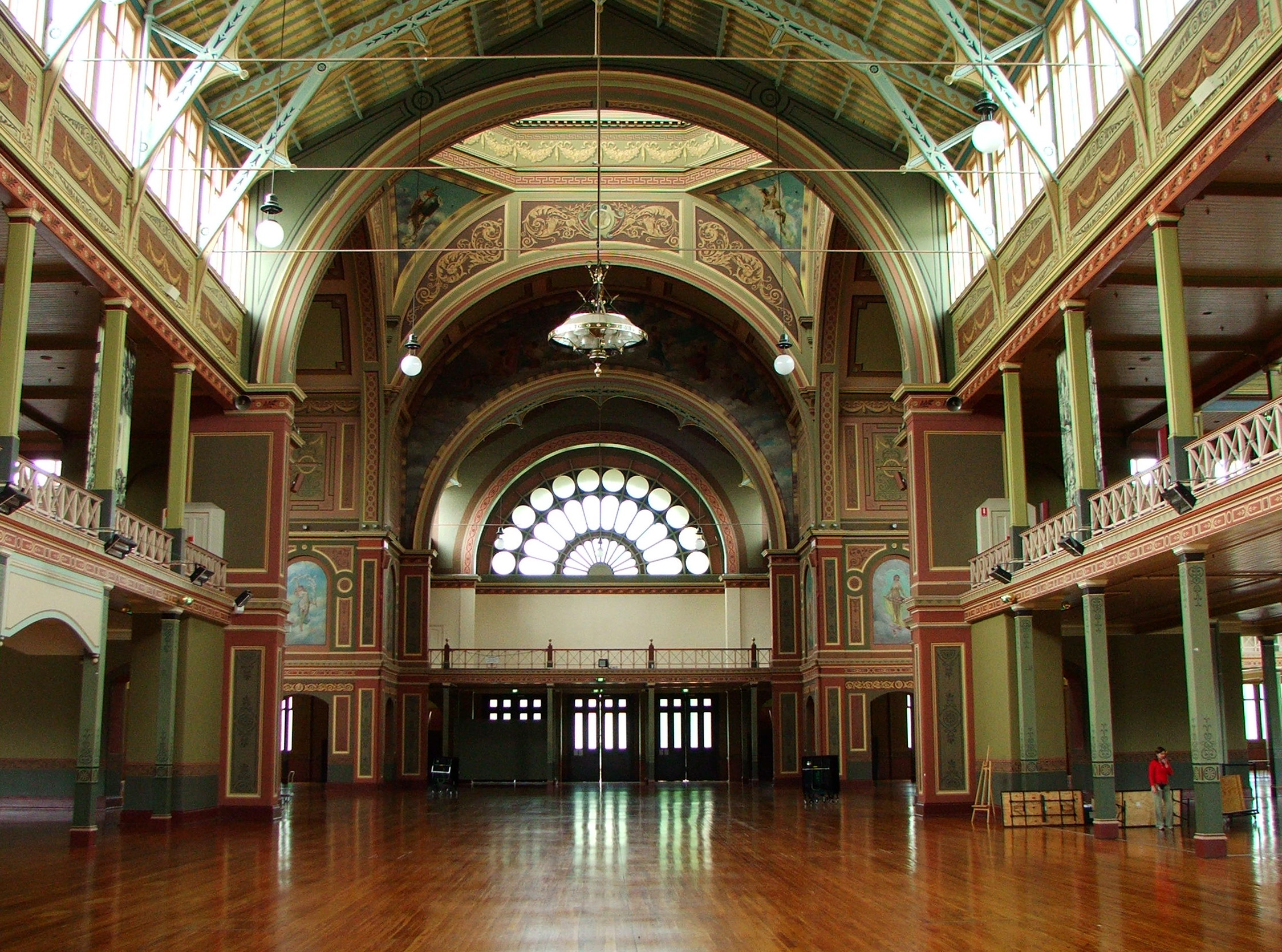
Innenansicht des Royal exhibition buildings